# Зала на славата за автори на песни
Залата на славата за автори на песни (на английски: Songwriters Hall of Fame, (SHOF)) е американска организация, създадена за поддръжка на заслужили композитори и автори на популярни в САЩ песни и на млади таланти.
Тя е дъщерна организация на американската Национална академия за популярна музика. Основана е през 1969 г. от Джони Мърсър (текстописец и композитор), Абе Олман и Хауи Ричмънд (издатели), с цел показване на успехите на авторите на песни. Офисите на организацията се намират в Ню-Йорк. От 1993 до 1998 г. начело на организацията е Франк Синатра.
Като правило, за Залата на славата за автори на песни се избират музиканти, чиито композиции са популярни в целия свят и са признати от Националната академия за популярна музика. Ежегодно се включват нови автори на песни. До 2010 г. Залата на славата е единствено виртуална, а от 2010 г. е включена към музея „Грами“ (The Grammy Museum) в Лос Анджелис.
Имената на победителите ежегодно се обявяват пред обществеността през февруари, а официалната церемония по награждаването се състои на 12 юни в Ню-Йорк. От 1969 до 2008 г. в Залата на славата са приети 351 члена. Обикновено членове на организацията стават конкретни личности. Има и няколко групи, удостоени с титлата: британската група Queen и американските Crosby, Stills & Nash и Bon Jovi.